# Antonio Chimenti
Antonio Chimenti (Bari, 1970. június 30.) olasz labdarúgó, kapus, a Juventus játékosa. Édesapja Francesco Chimenti, aki a Sambenedettese támadója volt, míg nagybátyja Vito Chimenti, aki a Palermo és a Pistoiese csatáraként futballozott.

## Karrierje
A Sambenedettese csapatában nevelkedett, a felnőttkeretbe 1988-ban került be. Az első két évet a Serie C-ben, a harmadikat a Serie D-ben töltötte a klubjával. 1991-től 1993-ig kölcsönben előbb a Tempio, majd a Monza gárdájához került, ezután visszatért nevelőklubjához, de onnan idény közben távozott, és négy éven keresztül a Salernitana kapuját védte. 1994-ben sikerült felkerülnie csapatával a Serie B-be, eligazolásáig ő volt a klub első számú kapusa.
1997 nyarán a Rómához igazolt, és szeptember 21-én bemutatkozhatott a Serie A-ban: a Lecce elleni hazai találkozón Michael Konsel helyére állt be csereként és védett egy büntetőt (Roma-Lecce 3-1). Két évet maradt a fővárosban, 1999-ben a Leccéhez távozott, ahol három éven keresztül meghatározó játékosnak számított. 2002 nyarán a Juventus hívta, akik egy megbízható cserekapust kerestek Gianluigi Buffon mögé. 2006 januárjában a Cagliarihoz került, itt sikerült teljesíteni a célt, a csapat bent maradt az első osztályban.
2007. június 29-én bejelentették, hogy az Udineséhez került, ahol második számú kapusként csupán három mérkőzésen védhetett a bajnokságban.
2008. július 19-én az Udinese és a Juventus megegyezésének köszönhetően kölcsönben Torinóba került, ahol Buffon és Manninger mögött ő a harmadik számú kapus. 2009 januárjában a Juventus végleg megvásárolta korábbi csapatától.

## Sikerei, díjai

### Juventus
- Olasz bajnok: 2003, 2005 (utóbbi később törölve)
- Olasz Szuperkupa-győztes: 2002, 2003